# Tylenchulus
Genre
Tylenchulus est un genre de nématodes (les nématodes sont un embranchement de vers non segmentés, recouverts d'une épaisse cuticule et mènant une vie libre ou parasitaire) de la famille des Tylenchulidae.

## Liste d'espèces
Selon Catalogue of Life (20 juillet 2014) :
- Tylenchulus semipenetrans - nématode des racines des agrumes

Selon ITIS (20 juillet 2014) :
- Tylenchulus semipenetrans

Selon NCBI (20 juillet 2014) :
- Tylenchulus furcus
- Tylenchulus graminis
- Tylenchulus musicola
- Tylenchulus palustris
- Tylenchulus semipenetrans